# Banoštor
Banoštor (cyr. Баноштор) – wieś w Serbii, w Wojwodinie, w okręgu południowobackim, w gminie Beočin. W 2011 roku liczyła 743 mieszkańców.